# 刘世湘
刘世湘（1913年—1993年），男，江西吉安人，中华人民共和国军事人物，中国人民解放军少将，曾任南海舰队顾问。